# Sân bay quốc tế Rio de Janeiro-Galeão
Sân bay quốc tế Rio de Janeiro/Galeão - Antônio Carlos Jobim (IATA: GIG, ICAO: SBGL) tên phổ biến hơn Sân bay quốc tế Galeão, là sân bay quốc tế chính tại thành phố Rio de Janeiro. Một phần trong tên của sân bay này được đặt theo tên của nhạc sĩ Brasil Antônio Carlos Jobim.
Sân bay này được xây năm 1952 trên đảo Governador, cách trung tâm thành phố khoảng 20 km, đến năm 1970 đã là trung tâm hàng không của Brasil. Năm 1977, sân bay này đã được nâng cấp khi nó đã tiếp nhận phần lớn các chuyến bay quốc tế chính của Brasil.
Năm 1985, sân bay này đánh mất vị trí sân bay quốc tế hàng đầu Brasil sang cho Sân bay quốc tế São Paulo-Guarulhos, do số lượng khách sụt giảm. Infraero đã xây một nhà ga thứ 2 với chi phí 600 triệu USD, nhà ga mới có công suất 7,5 triệu lượt khách mỗi năm, hơn gấp đôi công suất của sân bay trước đó. Cho đến năm 2004, số lượt khách ổn định ở con số 4,5 triệu lượt mỗi năm nhưng sau đó đã tăng. Năm 2007, sân bay này phục vụ 10.352.211 lượt khách với 119.890 lượt chuyến, là sân bay tấp nập thứ 4 ở Brasil về cả hai tiêu chí số lượt khách và lượt chuyến..
Galeão là sân bay thứ hai của Infraero về mặt tiêu tốn tiền bạc đầu tư, bị nhiều người xem là lãng phí nguồn vốn (sân bay lãng phí hàng đầu của Infreero là Sân bay quốc tế Confins). Tại thời điểm nhà ga mới sân bay này mở cửa, sân bay Guarulhos đã quá tải, hoạt động 102% công suất thiết kế, so với 24% của Galeão. Tuy nhiên, kế từ cuối năm 2004, phần lớn các chuyến bay quá tải tại Sân bay khu vực Santos Dumont đã được chuyển qua cho Galeão.
Sân bay này cũng là trung tâm quốc tế thứ 2 cho Varig.

## Thông tin chung
Sân bay có 2 nhà hà có năng lực phục vụ 7,5 triệu khách mỗi năm
- 2005 — 8,6 triệu lượt khách
- 2006 — 8,75 lượt khách
- 2007 — 10.352.211 lượt khách[1]

## Các hãng hàng không và các tuyến điểm
- Aerolineas Argentinas (Buenos Aires-Ezeiza)
- Air France (Paris-Charles de Gaulle)
- American Airlines (Miami, New York-JFK)
- Avianca (Bogota)
  - OceanAir (Curitiba, Brasília, Fortaleza, Juazeiro do Norte, Petrolina, Salvador, São Paulo-Congonhas, São Paulo-Guarulhos, Recife)
- British Airways (London-Heathrow)
- Continental Airlines (Houston-Intercontinental)
- Copa Airlines (Panama City)
- Delta Air Lines (Atlanta)
- Gol (Aracaju, Asunción, Belém, Belo Horizonte-Confins, Belo Horizonte-Pampulha, Belém, Boa Vista, Brasília, Buenos Aires-Ezeiza, Campina Grande, Campo Grande, Caxias do Sul, Chapecó, Cuiabá, Curitiba, Córdoba, Florianópolis, Fortaleza, Foz do Iguaçu, Goiânia, Ilhéus, Imperatriz, Joinville, João Pessoa, Juazeiro do Norte, Londrina, Lima, Macapá, Maceió, Manaus, Marabá, Maringá, Montevideo, Natal, Navegantes, Palmas, Panama City, Petrolina, Porto Alegre, Porto Seguro, Porto Velho, Recife, Riberião Preto, Rio Branco, Rosario, São Paulo-Congonhas, São Paulo-Guarulhos, Salvador, Santa Cruz de la Sierra, Santarém, Santiago, São José do Rio Preto, São José dos Campos, São Luís, Teresina, Uberlândia, Vitória)
- Iberia (Madrid)
- LAN Airlines (Santiago de Chile)
  - LANExpress (Santiago de Chile)
- Livingston (Milan-Malpensa, Porto Seguro)
- Mexicana (Mexico City) [bắt đầu ngày 1/11/2008]
- PLUNA (Montevideo)
- TACA
  - TACA Peru (Lima) [bắt đầu ngày 1/7/2008]
- TAM Brazilian Airlines (TAM Linhas Aéreas) (Belém, Belo Horizonte-Confins, Brasília, Buenos Aires-Ezeiza, Campinas, Curitiba, Florianopolis, Foz do Iguaçu, Londrina, Campo Grande, Fortaleza, João Pessoa, Maceió, Manaus, Miami, Natal, Paris-Charles de Gaulle, Porto Alegre, Porto Seguro, Recife, Salvador, São Paulo-Congonhas, São Paulo-Guarulhos, Vitoria)
- TAM Mercosur (Asunción, Buenos Aires)
- TAAG Angola Airlines (Luanda)
- TAP Portugal (Lisbon, Porto)
- United Airlines (Washington-Dulles)
- Varig (Brasília, Buenos Aires-Ezeiza, São Paulo-Congonhas, São Paulo-Guarulhos, Vitória, Recife)
- WebJet Linhas Aéreas (Brasília, Belo Horizonte-Confins, Belo Horizonte-Pampulha, Curitiba, Porto Alegre, Salvador, Sao Paulo-Guarulhos)